# Fuchsia verrucosa
Fuchsia verrucosa är en dunörtsväxtart som beskrevs av Karl Theodor Hartweg och George Bentham. Fuchsia verrucosa ingår i släktet fuchsior, och familjen dunörtsväxter. Inga underarter finns listade i Catalogue of Life.